# Ilse van Heyst
Ilse van Heyst (Pseudonyme: Nina Eltwich, Nina Nentwich, * 11. Mai 1913 als Ilse Weichelt in Marienberg, Sachsen; † unbekannt) war eine deutsche Schriftstellerin und Übersetzerin.

## Leben
Ilse van Heyst war die Tochter eines Sägewerksbesitzers und Möbelfabrikanten. Sie wuchs im Erzgebirge und Sudetenland auf, später lebte sie in Krakau, Zakopane und von 1945 bis 1952 in den Niederlanden, wo sie einen niederländischen Journalisten heiratete. Sie war u. a. in der Gastronomie und als Verlagslektorin tätig und von 1952 bis 1955 als ZeitschriftenRedakteurin in Düsseldorf. Von 1955 bis 1958 leitete Ilse van Heyst eine buchwissenschaftliche Spezialbibliothek in München. Anschließend studierte sie Sozialpsychologie und Verhaltensforschung. Daneben schrieb sie Kurzgeschichten für Zeitschriften und Zeitungen. Ab 1963 war Ilse von Heyst freie Schriftstellerin und Übersetzerin. Sie unternahm ausgedehnte Reisen und hielt sich jeweils längere Zeit in Italien, Ägypten und Indonesien auf. Ab 1968 lebte sie in Baden-Baden.
Ilse van Heyst war Verfasserin von Kinder- und Jugendbüchern und übersetzte aus dem Englischen und Niederländischen ins Deutsche.

## Werke
- Begegnung in Amsterdam, Stuttgart 1963
- Im Schatten der Flügel, Dülmen (Westf.) 1963
- Dally, Stuttgart 1964
- Tü Malusch und Janina, Stuttgart 1966
- Die geheimnisvolle Flöte, Würzburg 1967
- Der Zauber aus der Streichholzschachtel, Stuttgart 1968
- Einmaleins der Aufklärung, Stuttgart 1969
- Lucie oder Die Reise ins Ungewisse, Stuttgart 1969
- Nächstes Jahr 9 Uhr 13, Stuttgart 1970
- Seifenblasen für Veronika, Stuttgart 1970
- Reineke Fuchs, Linz 1971 (unter dem Namen Nina Eltwich)
- Von Klaus, einem Pferd und der Feuerwehr, Würzburg 1972
- Eulenspiegel und anderes Narrenvolk, Linz 1973
- Myra, Bayreuth 1973
- Das riesenrunde Riesenrad, Würzburg 1973
- Eine Wunderblume für Veronika, Stuttgart 1973
- Gabi und ihre Katze, Stuttgart [u. a.] 1974
- Heike bricht aus, Berlin 1974
- Kartoffelpuppen für Veronika und Carlo, Stuttgart 1974
- Die Pferde vom Gröllhof, Salzburg [u. a.] 1974
- Endstation Ich, Bayreuth 1975
- Station 4, Zimmer 11, Stuttgart 1975
- Alles für Karagöz, Stuttgart [u. a.] 1976
- Aufregung um Bobby, Stuttgart [u. a.] 1976
- Sonne, Wind und Seifenblasen, Bayreuth 1976
- Eine Stallaterne für Veronika, Stuttgart 1976
- Idris, Stuttgart [u. a.] 1977
- Leselöwen-Zoogeschichten, Bayreuth 1977
- Der grasgrüne Briefkasten, Stuttgart 1978
- Kasper, die Glückskatze und elf andere kunterbunte Geschichten, Würzburg 1978
- Wehr dich doch Jessica, Stuttgart 1978
- Isis und Osiris an der Oos, Baden-Baden 1979
- Jeder hat seine Träume, Bayreuth 1979
- Peters Freund, Menden/Sauerland 1980
- Das Schlimmste war die Angst, Frankfurt am Main 1982
- Springfeldstraße, Stuttgart 1982
- Heike ist nicht mehr die Kleine und andere Geschichten über Kinder, Stuttgart 1985

## Übersetzungen
- Elisabeth Beresford: Günther und sein kleines Auto, Stuttgart 1972
- Elisabeth Beresford: Kletterpeter, Stuttgart 1969
- Elisabeth Beresford: Schnuffel eilt zu Hilfe, Stuttgart 1977
- Elisabeth Beresford: Willst du mein Freund sein?, Stuttgart 1969
- Donald Bisset: Bobby, der Zirkushund, Stuttgart 1970
- Donald Bisset: Guten Tag, Betty, Stuttgart 1969
- Donald Bisset: Ein Känguruh spielt Tennis, Stuttgart 1972
- Donald Bisset: Mein Pony Weißer Stern, Stuttgart 1977
- Donald Bisset: Silberstern und Kleiner Bär, Stuttgart 1969
- Donald Bisset: Der Tiger, der malen konnte, Stuttgart 1973
- Helen Cresswell: Ein Haus für Jonas, Stuttgart 1970
- Helen Cresswell: Schmetterling, Schmetterling, Stuttgart 1977
- Helen Cresswell: Ein Tag auf dem großen See, Stuttgart 1972
- Helen Cresswell: Die Wetterkatze, Stuttgart 1973
- Helen Cresswell: Wir malen einen Regenbogen, Stuttgart 1972
- Jaap ter Haar: Saskia und Tom, Stuttgart 1990
- Willem Gerrit van de Hulst: Von einem Fohlen und anderen Tieren, Stuttgart 1969
- Diet Kramer: Sommer der Entscheidung, Stuttgart 1964
- Leen van Marcke: Nimm mich mit, Kapitän, Stuttgart 1970
- Cornelie A. Mees: Die guten Schatten, Stuttgart 1964
- Cornelie A. Mees: Der Zauberquaddel, München 1963
- Ans Muiderman: Mut zum Glücklichsein, Balve/Westf. 1964
- Richard Parker: Paul und Etta, Stuttgart 1974
- Christine Pullein-Thompson: Ein Leben für die Pferde, Stuttgart 1972
- Christine Pullein-Thompson: Die letzte Hürde, Stuttgart 1971
- John Randle: Großvaters Luftballon, Stuttgart 1970
- John Randle: Der König mit dem Schluckauf, Stuttgart 1973
- Gerald Rose: Aufregung in der Arche Noah, Stuttgart 1977
- Robina Beckles Willson: Der kleine Kapellmeister, Stuttgart 1973
- Robina Beckles Willson: Markus auf dem Karussell, Stuttgart 1970